# مارغريت دونينغ
مارغريت دونينغ (بالإنجليزية: Margaret Dunning)‏ هي أمينة صندوق البنك أمريكية، ولدت في 26 يونيو 1910 في مقاطعة وين في الولايات المتحدة، وتوفيت في 17 مايو 2015 في سانتا باربارا في الولايات المتحدة.